# Saison 2008 de l'équipe cycliste Caisse d'Épargne
La saison 2008 est la deuxième année d'activité de l'équipe cycliste Caisse d'Épargne sous ce nom. Elle a vu son leader Alejandro Valverde remporter pour la deuxième fois le classement individuel de l'UCI ProTour grâce à ses victoires au Critérium du Dauphiné libéré et à la Clasica San Sebastian, ainsi que sa troisième place à l'Amstel Gold Race. La Caisse d'Épargne s'est imposée au classement par équipes. Valverde a obtenu d'autres succès importants durant cette saison, notamment Liège-Bastogne-Liège, des étapes du Tour de France (sur lequel il a porté le maillot jaune) et du Tour d'Espagne. L'équipe a accaparé les deux épreuves des championnats d'Espagne avec Valverde (course en ligne) et Luis León Sánchez (contre-la-montre). Parmi les autres victoires de la saison, José Iván Gutiérrez s'est imposé pour la deuxième fois à l'Eneco Tour.

## Effectif

### Coureurs
| Cycliste                   | Date de naissance | Nationalité | Équipe 2007           |
| -------------------------- | ----------------- | ----------- | --------------------- |
| David Arroyo               | 07.01.1980        | Espagne     |                       |
| Anthony Charteau           | 04.06.1979        | France      | Crédit agricole       |
| Arnaud Coyot               | 06.10.1980        | France      | Unibet.com            |
| Mathieu Drujon             | 01.02.1983        | France      | Auber 93              |
| Imanol Erviti              | 15.11.1983        | Espagne     |                       |
| José Vicente García Acosta | 04.08.1972        | Espagne     |                       |
| José Iván Gutiérrez        | 27.11.1978        | Espagne     |                       |
| Joan Horrach               | 27.03.1974        | Espagne     |                       |
| Vladimir Karpets           | 20.09.1980        | Russie      |                       |
| Pablo Lastras              | 20.01.1976        | Espagne     |                       |
| David López García         | 13.05.1981        | Espagne     |                       |
| Alberto Losada             | 28.02.1982        | Espagne     |                       |
| Daniel Moreno              | 05.09.1981        | Espagne     | Relax-GAM             |
| Luis Pasamontes            | 02.10.1979        | Espagne     | Unibet.com            |
| Fabien Patanchon           | 14.06.1983        | France      | La Française des jeux |
| Óscar Pereiro              | 03.08.1977        | Espagne     |                       |
| Francisco Pérez Sánchez    | 22.07.1978        | Espagne     |                       |
| Marlon Pérez               | 10.01.1976        | Colombie    | Universal Caffé       |
| Mathieu Perget             | 19.09.1984        | France      |                       |
| Nicolas Portal             | 23.04.1979        | France      |                       |
| Joaquim Rodríguez          | 12.03.1979        | Espagne     |                       |
| José Joaquín Rojas         | 08.06.1985        | Espagne     |                       |
| José Rujano                | 18.02.1982        | Venezuela   | Unibet.com            |
| Luis León Sánchez          | 24.11.1983        | Espagne     |                       |
| Rigoberto Urán             | 26.01.1987        | Colombie    | Unibet.com            |
| Alejandro Valverde         | 25.04.1980        | Espagne     |                       |
| Xabier Zandio              | 17.03.1977        | Espagne     |                       |

## Bilan de la saison

### Victoires
UCI ProTour
| Date       | Course                                | Pays     | Classe | Vainqueur           |
| ---------- | ------------------------------------- | -------- | ------ | ------------------- |
| 09/06/2008 | 1re étape du Dauphiné libéré          | France   | PT     | Alejandro Valverde  |
| 11/06/2008 | 3e étape du Dauphiné libéré           | France   | PT     | Alejandro Valverde  |
| 15/06/2008 | Classement général du Dauphiné libéré | France   | PT     | Alejandro Valverde  |
| 02/08/2008 | Classique de Saint-Sébastien          | Espagne  | PT     | Alejandro Valverde  |
| 20/08/2008 | Prologue de l'Eneco Tour              | Pays-Bas | PT     | José Iván Gutiérrez |
| 27/08/2008 | Classement général de l'Eneco Tour    | Belgique | PT     | José Iván Gutiérrez |

Victoires sur les circuits continentaux
| Date       | Course                                         | Pays     | Classe | Vainqueur           |
| ---------- | ---------------------------------------------- | -------- | ------ | ------------------- |
| 12/02/2008 | Trofeo Pollenca                                | Espagne  |        | José Joaquín Rojas  |
| 21/02/2008 | Classement général du Tour d'Andalousie        | Espagne  |        | Pablo Lastras       |
| 26/02/2008 | 1re étape du Tour de la Communauté valencienne | Espagne  |        | José Iván Gutiérrez |
| 07/03/2008 | 4e étape du Tour de Murcie                     | Espagne  |        | Alejandro Valverde  |
| 08/03/2008 | Tour de Murcie                                 | Espagne  |        | Alejandro Valverde  |
| 14/03/2008 | 3e étape de Tirreno-Adriatico                  | Italie   |        | Joaquim Rodríguez   |
| 16/03/2008 | 7e étape de Paris-Nice                         | France   |        | Luis León Sánchez   |
| 15/04/2008 | Paris-Camembert                                | France   |        | Alejandro Valverde  |
| 27/04/2008 | Liège-Bastogne-Liège                           | Belgique |        | Alejandro Valverde  |
| 06/06/2008 | 1re étape de la Bicyclette basque              | Espagne  |        | Daniel Moreno       |
| 05/07/2008 | 1re étape du Tour de France                    | France   |        | Alejandro Valverde  |
| 10/07/2008 | 6e étape du Tour de France                     | France   |        | Alejandro Valverde  |
| 26/07/2008 | Prueba Villafranca de Ordizia                  | Espagne  |        | Vladimir Karpets    |
| 03/08/2008 | Subida a Urkiola                               | Espagne  |        | David Arroyo        |
| 09/08/2008 | Classement général du Tour de Burgos           | Espagne  |        | Xabier Zandio       |
| 31/08/2008 | 2e étape du Tour d'Espagne                     | Espagne  |        | Alejandro Valverde  |
| 18/09/2008 | 18e étape du Tour d'Espagne                    | Espagne  |        | Imanol Erviti       |
| 19/09/2008 | 19e étape du Tour d'Espagne                    | Espagne  |        | David Arroyo        |

Championnats nationaux
| Date       | Course                                    | Pays    | Classe | Vainqueur          |
| ---------- | ----------------------------------------- | ------- | ------ | ------------------ |
| 27/06/2008 | Championnat d'Espagne du contre-la-montre | Espagne | CN     | Luis León Sánchez  |
| 29/06/2008 | Championnat d'Espagne sur route           | Espagne | CN     | Alejandro Valverde |